# Мишел Фуко
Вижте пояснителната страница за други личности с името Фуко.
Мишел Фуко (на френски: Michel Foucault), роден като Пол-Мишел Фуко (Paul-Michel Foucault) (15 октомври 1926 в Поатие – 25 юни 1984 в Париж), е френски философ, социолог, историк, създател на теорията за „археология на знанието“. Имал е професура в Колеж дьо Франс с определение в титлата „История на системите на мисълта“, преподавал е също в САЩ – в Университета на Бъфало и в Калифорнийския университет в Бъркли.
Фуко е известен най-вече със своите критически изследвания на социалните институции, особено психиатрия, медицина, хуманитарни науки, системи на затвор, както и с неговата работа върху история на човешката сексуалност. Неговите изследвания върху властта, отношенията във властта, знанието и дискурса са широко обсъждани.
През 60-те години Фуко е асоцииран със структурализма – течение, от което той се дистанцира. Той отрича постструктуралистките и постмодернистки етикети, които често по-късно са му прикачвали, като е предпочитал да се класифицира неговата мисъл като критическа история на модерността, произлизаща от Имануел Кант.
Фуко е в частност повлиян от творчеството на Ницше, неговата „генеалогия на знанието“ е с директни алюзии към Ницшевата генеалогия на морала. В късно интервю съвсем конкретно заявява: „Аз съм ницшеанец“ .
През 2007 г. Фуко е посочен като най-цитирания интелектуалец в хуманитарните науки от Наръчника за висше образование на в. „Таймс“. 

## Биография

### Детство
Фуко е роден на 15 октомври 1926 г. в Поатие като Пол-Мишел Фуко в аристократично провинциално семейство, баща му Пол Фуко е известен хирург и се е надявал синът му да го наследи в професията . Ранното образование на Фуко е било микс от успех и посредственост, докато не започва да посещава йезуитския колеж Сент Станисла, където се отличава . През този период Поатие е част от Виши и после е под германска окупация. След Втората световна война Фуко е приет в престижния Екол Нормал Сюпериор (кампус на улица Улм), традиционен път към постигане на хуманитарна кариера във Франция.

### Екол Нормал Сюпериор
Животът на Фуко по време на обучението в Екол Нормал е труден, той страда от остра депресия . Като резултат отива да види психиатър. По това време Фуко се увлича по психологията. Той получава лиценз, еквивалентен на българското бакалавър, по психология, една нова квалификация във Франция по това време, в допълнение със степен по философия през 1952. Той особено се увлича по клиничната психология, където се докосва до мислители като Лудвиг Бинсвангер.
Фуко се присъединява към Френската комунистическа партия от 1950 до 1953. Въведен е в партията от неговия ментор Луи Алтюсер, но скоро губи своите илюзии както по отношение на политиката, така и по отношение на философията на партията . Различни хора, като историка Еманюел Льо Роа Ладюри разказват, че Фуко никога не е участвал активно, за разлика от множеството други членове.

### Ранна кариера
Фуко се проваля на изпита за преподаване в публичните училища през 1950 г., но го взима на следващата година. След кратко преподаване в Екол Нормал той печели позиция в Университета на Лил, Северна Франция, където от 1953 до 1954 г. преподава психология. През 1954 г. Фуко публикува първата си книга Душевна болест и личност (Maladie mentale et personnalité), работа, от която по-късно ще се отрече. В този момент Фуко не е заинтересован от преподавателската кариера и предприема дълго изгнаничество от Франция. През 1954 г. той служи като културен делегат на Франция в Университета в Упсала в Швеция – позиция, която Жорж Дюмезил му урежда като приятел и ментор. През 1958 г. Фуко напуска Упсала и за кратко има позиция във Варшавския университет и в Университета в Хамбург.
Фуко се завръща във Франция през 1960 г., за да завърши своя докторат и за да заеме пост по философия в университета на Клермон-Феран. Там той среща философа Даниел Дефер, който ще бъде негов партньор в личния живот в течение на 20 години . През 1961 г. той спечелва своя докторат, като написва две тези (обичайната практика във Франция): „основна“ теза, озаглавена Лудост и безумие: история на лудостта в класическата епоха (Folie et déraison: Histoire de la folie à l'âge classique, превеждан и издаден, вкл. в България като История на лудостта в класическата епоха) и „второстепенна“ теза, представляваща превод и коментари на Кантовата Антропология от прагматично гледище. Лудост и безумие е изключително добре приета. Фуко продължава след това с енергично публикуване, през 1963 г. публикува Раждането на клиниката (Naissance de la Clinique), Реймон Русел и преиздава своята книга от 1954 г. Душевна болест и психология (Maladie mentale et psychologie), от която отново ще се откаже.
След като Дефер е изпратен в Тунис за неговата военна служба, Фуко се премества на позиция в Туниския университет през 1965 г. Той публикува Думите и нещата (Les Mots et les choses) по време на пика на структурализма през 1966 г. и скоро е поставен в групата на учени като Жак Лакан, Клод Леви-Строс и Ролан Барт като най-новата вълна от мислители, които ще обърнат екзистенциализма популяризиран от Сартър. Фуко прави множество скептични забележки относно марксизма, което вбесява голям брой леви критици, но по-късно твърдо отрича структуралисткия етикет . Той все още е в Тунис по време на студентските бунтове от 1968 г., където е силно емоционално въвлечен в локалните студентски бунтове по-рано същата година. През есента на 1968-а се завръща във Франция, където през 1969 г. публикува Археология на знанието (L'archéologie du savoir) – методологичен отговор на неговите критици.

### Години след 1968-а
През 1968 г. френското правителство създава нов експериментален университет Париж VIII във Венсан, и назначава Фуко за глава на философския департамент през декември същата година . Фуко назначава основно млади леви в академията, например Джудит Милър, и техния радикализъм провокирал Министерството на образованието на Франция, което се противопоставило на факта, че много от курсовете били със заглавия, съдържащи фразата „марксистко-ленинистки“. Министерството издало декрет, че студентите от Венсан няма да имат възможност да бъдат преподаватели в гимназии . Както е общоизвестно, Фуко се присъединява към студентите в окупирането на административните сгради и в бой с полицията.
Преподаването на Фуко във Венсан е кратко, а през 1970 г. той е избран в най-престижната академична институция във Франция, Колеж дьо Франс, като професор по История на системите на мислене. Неговата политическа активност се усилва и неговия партньор Дефер се присъединява към ултрамаоистката организация Gauche Proletarienne (GP, Пролетарска левица). Фуко помага за създаването на Група за информация относно затворите (на френски: Groupe d'Information sur les Prisons или GIP) за даване на възможност на затворниците да получат гласност за техните проблеми. Това съвпада с обръщането на Фуко към изучаване на дисциплинарните институции в книгата Надзор и наказание (Surveiller et Punir), която „разказва“ за микровластовите структури, развити от западните общества през 18 век със специален фокус върху затворите и училищата.

### По-късни години
В края на 70-те години политическият активизъм във Франция приключва с разочарованието и загубата на илюзии на много леви интелектуалци . Голям брой млади маоисти изоставят техните стари вярвания, за да станат така наречените „нови философи“, често цитирайки Фуко като основно повлиял ги, ситуация, по повод на която Фуко има смесени чувства . В този период Фуко започва шесттомен проект, озаглавен История на сексуалността (Histoire de la sexualité), който той така и не завършва. Неговият първи том е публикуван под заглавието Волята за знание (La Volonté de Savoir) през 1976 г. Вторият и третият том не се появяват още осем години, като изненадват читателите с техния тематичен предмет (класически гръцки и латински текстове), подход и стил, особено фокусът на Фуко върху човека като субект, концепция, която някои погрешно са смятали, че той преди това е пренебрегвал.
Фуко започва да прекарва повече време в САЩ в Университета в Бъфало, където има лекция при първата си визита в САЩ през 1970 г., и особено в Университета на Бъркли. През 1975 г. той взима ЛСД на Забриски пойнт в Националния парк Долина на Смъртта, което по-късно нарича най-прекрасното прекарване в живота си.
През 1979 г. Фуко на два пъти посещава Иран, като взима дълги интервюта с политически протагонисти в подкрепа на новото временно управление, установено малко след Иранската революция. Множеството му есета върху Иран, публикувани в италианския вестник Кориере дела сера, се появяват на френски едва през 1994 г., а на английски чак през 2005 г. Тези есета предизвикват известни несъгласия, като някои коментатори твърдят, че Фуко е бил недостатъчно критичен към новия режим .
В по-късните години на философа интерпретаторите на работата на Фуко се опитват да разглеждат проблемите, свързани с факта, че късният Фуко изглежда е в напрежение с по-ранната си философска работа. Когато този въпрос е повдигнат през 1982 г. в интервю, Фуко казва: „Когато хората казват 'Ето, ти мислеше това преди няколко години и сега казваш нещо друго', а моят отговор е... [смее се] 'Добре, мислите ли, че аз съм работил толкова усилено всичките тези години за да казвам едно и също нещо и да не се променям?'“ . Той отказва да се идентифицира като философ, историк, структуралист или дори марксист, твърдейки че „Основният интерес в живота и работа е да бъдеш нещо друго, което не си бил в началото"  По подобен начин той предпочита да не твърди, че представя кохерентен и безвремеви „блок от знание“, но предпочита и желае неговите книги „да са нещо като кутия за инструменти, в която другите могат да тършуват, за да открият инструмент, който могат да използват винаги, когато пожелаят в тяхното собствено поле... Аз не искам да пиша за аудитория, аз пиша за потребители, не за читатели“ 
Фуко умира от свързано със СПИН заболяване в Париж на 25 юни 1984 г. Той е първата известна френска личност, за която има информация, че е имала СПИН. Малко се знае за заболяването по онова време  и има някои противоречия оттогава . На първата страница на Льо Монд, където е публикувана новината за смъртта му, не се е споменавало нищо за СПИН, макар че е било споменато, че е починал от масивна инфекция. Преди смъртта си Фуко унищожава повечето от ръкописите си и в завещанието си забранява да се публикува онова, което може да е пропуснал.

## Трудове

### История на лудостта в класическата епоха
Книгата изследва идеите, практиките, институциите, изкуството и литературата свързани с лудостта в западната история. Фуко започва своята история в Средните векове, описвайки социалното и физическо изключване на прокажените.  Той твърди, че след основното изчезване на проказата, лудостта започва да заема мястото на изключване. Корабът на глупците от 15 век е една литературна версия на такава изключваща практика, буквално на изпращането на хора далеч с кораби. През 17 век Европа, в движение, което Фуко нарича Голямото затваряне, „безумните“ членове на обществото са затворени и институционализирани . През 18 век лудостта става обратното на Разума, а през 19 век се превръща в душевно заболяване.

### Раждането на клиниката
Раждането на клиниката проследява развитието на медицинската професия и специфично институцията на клиниката (clinique).

### Реймон Русел
Това е единствената работа на Фуко върху литературата; Фуко признава: „В голяма степен това е книгата, която написах най-лесно и с най-голямо удоволствие“. Тук Фуко изследва теория, критицизъм и психология в текстовете на Реймон Русел, един от бащите на експерименталното писане, чиято работа е обичана от Кокто, Дюшан, Бретон, Роб-Грийе, Жид и Джакомети.

### Думите и нещата
Книгата (преведена на английски като Порядъкът на нещата) започва с обширна дискусия върху картината на Диего Веласкес Лас Менинас, нейният комплексен аранжимент от линии на погледа, скритост и видимост . И тогава развива централния си тезис: всички периоди в историята са притежавали специфична подлежащи условия за истина, които конституират кое е приемливо, например, за научен дискурс. Фуко твърди, че тези условия на дискурса се променят с времето, с големи и в някаква степен внезапни промени, от епистемата на един период в друга .
Ницшеанската критика на Просвещенските ценности в Думите и нещата става влиятелна за културната история.
Тази книга на Фуко го прави известна интелектуална фигура във Франция .

### Археология на знанието
Фуко насочва своя анализ към „изказа“ (énoncé), основна единица на дискурса. „Изказът“ има много специфично значение в Археологията: той денотира онова, което прави пропозициите, изказванията или речевите актове смислени и притежаващи значение. В контраст с класическите структуралисти Фуко не вярва, че значението на семантичните елементи е априорно на тяхната артикулация . Изказите конституират мрежа от правила, установяващи кое е смислено, и предпоставките за правенето на смислени пропозиции, изказвания и речеви актове. Все пак „изказите“ са също така „събития“, защото подобно на много други правила те възникват в определено време. В зависимост дали се подчинява или не на тези правила на значението, граматически вярното изречение все така може да няма смисъл, както и обратното – граматически невярното изречение може да бъде смислено.

### Надзор и наказание
Книгата Надзор и наказание. Раждането на затвора е публикувана на френски (Surveiller et punir: Naissance de la prison) през 1975. Надзор и наказание започва с графично описание на бруталната публична екзекуция на Робер-Франсоа Димен през 1757, който се е опитал да убие Луи XV, а после противопоставя сиво разписание на затвор от 80 години по-късно. След това изследва как за толкова кратко се е развила такава голяма разлика във френското публично наказание. Това са „моментални снимки“ на два типа от „технологиите на наказанието“, както ги нарича Фуко. Така че в тази книга Мишел Фуко разглежда промените в наказателните институции на запада, настъпили през вековете на преход от предмодерност към модерност (17 – 19 век):
- Предмодерност

1. публична екзекуция за сплашване на населението
2. затворът е място за наказание
3. престъпникът е морално лош и трябва да бъде наказан

- Модерност

1. екзекуция зад стените на затвора, извън погледа на населението
2. затворът е институция за превъзпитание
3. престъпникът е неправилна личност, която трябва да бъде „поправена“

Домодерното кърваво и показно наказание Фуко нарича „монархическо“, а модерното безлично наказание – „дисциплинарно“. Домодерното наказание служи като „назидание“ на зрителите, за да укрепи в тях „вътрешната принуда“, докато модерното наказание е елемент от система на „безкрайно наблюдение и контрол“. Преди 200 години човек е разкъсан на екзекуция, защото монархът няма възможност да наблюдава и контролира своите поданици. Модерната власт, на своя страна, имаща на разположение нови технологии, безкрайни документи свързани с всеки един човек – наказва безлично, но за сметка на това сферата на наблюдението и контрол е прехвърлила отдавна териториите на затвора, болницата и лудницата, и е заляла целия живот на гражданина.

### История на сексуалността
В трите тома (1976 – 1984) на този труд Фуко разглежда белезите и елементите на легитимното и нелегитимното сексуално поведение през езическата античност, християнската античност и християнското средновековие. Разглежда:
- представите за здравословен/нездравословен живот,
- представите за морален/неморален живот,
- представите за хетеросексуални отношения,
- представите за хомосексуални отношения.

Разглежда се и философският дебат от началото на новата ера, между езически философи, наблягащи върху „естествената нужда“ мъже да се обичат, подкрепят и разбират, както мъж и жена не могат, и нови християнски философи, твърдящи че напротив, мъж и жена могат да имат също толкова пълноценни и много „по-морални“ отношения, от тези на мъж с мъж. Фуко е искал да напише и четвърти том, центриран изцяло върху ранното християнство и сексуалността, но умира преди да завърши този проект. Оставеният ръкопис е обработен и издаден през 2018 г. под заглавието Признанията на плътта.

### Лекции
От 1970 до неговата смърт през 1984, от януари до март всяка година без 1977, Фуко дава курс от публични лекции и семинари седмично в Колеж дьо Франс като условие за неговата професура там. Всички тези лекции са записани на касета и транскриптите на Фуко също са запазени. През 1997 тези лекции започват да се публикуват на френски, като са излезли девет тома.

## Критика
Някои теоретици поставят под въпрос степента, в която Фуко може да смятан за етически „неоанархист“, заради това, че се самопосочва като създател на „нова политика на истината“, или обратното, като нихилист и неподчиняващ се „неофункционалист“. Жан-Пол Сартър, в рецензия върху Думите и нещата описва немарксисткия Фуко като „последния отбранител на буржоазията“ 
Юрген Хабермас описва Фуко като „криптонормативист“ скрито разчитащ на същите просвещенски принципи, които се опитва да деконструира. Централен за този проблем е начинът, по който Фуко изглежда се опитва да остане едновременно кантианец и ницшеанец в неговите подходи.

## Речник на Мишел Фуко
- Архив (фр. Archive)
- Биополитика (Biopolitique)
- Биовласт (Biopouvoir)
- Власт (Pouvoir)
- Генеалогия (Généalogie)
- Дискурс (Discours)
- Диспозитив (Dispositif)
- Управляемост (Gouvernementalité)
- Дисциплинарна институция (Institution disciplinaire)
- Епистема (Epistémè)
- Паноптизъм (Panopticism)
- Изказ (Énoncé)
- Видимости (Visibilités)
- Хетеротопия (Hétérotopie)